# Kissing My Song
Singles de Indochine
Des fleurs pour Salinger (Live) Drugstar
Pistes de Wax
Ce soir, le ciel L'Amoureuse
Kissing My Song est une chanson d'Indochine parue sur Wax en 1996.